# Spirit of Korean Celadon
 (avril 2020).
Pour plus de détails, voir Fiche technique et Distribution.
Spirit of Korean Celadon (청자의 넋)  est un film nord-coréen réalisé par Phyo Kwang, sorti en 2002. Le drame est un des trois films nord-coréens présentés au Festival du film international de Jeonju.

## Synopsis
Le film prend place durant la période Goryeo et raconte l'histoire d'un artisan consacré à la fabrication de céladon.

## Fiche technique
- Titre original : Spirit of Korean Celadon
- Titre français : Esprit de céladon coréen (traduit)
- Réalisation : Phyo Kwang
- Pays d'origine : Corée du Nord
- Langue originale : Coréen
- Format : Couleur
- Genre : Drame
- Durée : 138 minutes
- Date de sortie : 2002

## Distribution
- Chang-Su Choe